# Hrafn Hængsson
Hrafn Hængsson was een IJslands goði en wetspreker (lög(sögu)maður) van de Alding (het parlement) vanaf de oprichting in 930 tot aan 949. Hij wordt vaak beschouwd als de eerste persoon met rechterlijke bevoegdheid en een belangrijk figuur in de eenwording van IJsland onder het Alding. Soms wordt ook Úlfljótur zo beschouwd, hoewel hij geen wetspreker van het parlement zelf was, maar waarschijnlijk van de Kjalarnesconferentie (Kjalarnesþingi). 
Hrafn was de zoon van Ketils Hængs Þorkelssonar, die een van de eerste kolonisten in IJsland was aan het Grote hof (Stóra-Hofi) in Rangárvöllum. Ingunn(ar) was zijn vrouw. Hrafn werd geboren in de eerste winter dat Ketill een nederzetting had in IJsland.
Nadat zijn vader stierf woonde hij aan het Hof en werd tot lögsögumaður (wetspreker) gekozen door het parlement dat voor het eerst vergaderde in de dingvlakte. 
Over Hrafns vrouw is niets bekend, maar zijn dochter was Þorlaug. Hrafns zoon was Sæbjörn, een stamhoofd.